# Anastrepha aberrans
Anastrepha aberrans är en tvåvingeart som beskrevs av Allen L.Norrbom 1993. Anastrepha aberrans ingår i släktet Anastrepha och familjen borrflugor.
Artens utbredningsområde är Venezuela. Inga underarter finns listade i Catalogue of Life.